# Graben (Bavière)
Pour les articles homonymes, voir Graben (homonymie).
Graben est une commune allemande de Bavière située dans l'arrondissement d'Augsbourg et le district de Souabe.

## Géographie

Situation de Graben dans l'arrondissement d'Augsbourg

Graben est située entre les rivières Lech à l'est et Wertal dans la plaine du Lechfeld, à la limite avec l'arrondissement de Landsberg am Lech, à 3 km à l'est de Schwabmünchen et à 21 km au sud d'Augsbourg.
La commune est constituée des deux villages de Graben et Lagerlechfeld.
Communes limitrophes (en commençant par le nord et dans le sens des aiguilles d'une montre) : Großaitingen, Kleinaitingen, Scheuring, Obermeitingen, Untermeitingen et Schwabmünchen.

## Histoire
Le village de Graben a sans doute été fondé au VIIe siècle ou au VIIIe siècle par des habitants de Schwabmünchen.
En 1367, le tisserand de Graben Hans Fugger déménageait à Augsbourg et allait donner naissance à l'une des plus grandes familles de négociants allemands, les Fugger.
Graben a été intégré au royaume de Bavière en 1803 et érigé en commune en 1818. La commune a fait partie de l'arrondissement de Schwabmünchen jusqu'à la disparition de celui-ci.

## Démographie
| 1840 | 1871 | 1900 | 1925 | 1939  | 1950  | 1961  | 1970  | 1987  |
| ---- | ---- | ---- | ---- | ----- | ----- | ----- | ----- | ----- |
| 358  | 515  | 615  | 823  | 1 682 | 1 056 | 1 327 | 1 234 | 1 742 |

| 2000  | 2005  | 2009  | - | - | - | - | - | - |
| ----- | ----- | ----- | - | - | - | - | - | - |
| 3 087 | 2 381 | 3 406 | - | - | - | - | - | - |